# Europejska Wyższa Szkoła Prawa i Administracji w Warszawie
Europejska Wyższa Szkoła Prawa i Administracji (EWSPA) – uczelnia niepubliczna o profilu prawniczym afiliowana przy Instytucie Nauk Prawnych PAN. Została założona w 1997 roku przez warszawski oddział Zrzeszenia Prawników Polskich i Instytut Nauk Prawnych Polskiej Akademii Nauk.

## Działalność
Główna siedziba Uczelni znajduje się w Warszawie. Uczelnia prowadzi obecnie zajęcia dydaktyczne w następujących miastach na terenie Europy:
- w Warszawie (Wydział Prawa w Warszawie) – wydział posiada uprawnienia do prowadzenia jednolitych studiów magisterskich na kierunku: prawo
- w Londynie (Zamiejscowy Wydział Prawa w Londynie) – wydział posiada uprawnienia do prowadzenia jednolitych studiów magisterskich na kierunku: prawo
- w Brukseli (Zamiejscowy Wydział Administracji w Brukseli) – wydział posiada uprawnienia do prowadzenia jednolitych studiów I stopnia na kierunku: administracja europejska

Studenci Europejskiej Wyższej Szkoły Prawa i Administracji mają możliwość korzystania ze zbiorów Biblioteki Polskiej Akademii Nauk.
W 2007 roku 41% absolwentów EWSPA dostało się na aplikacje prawnicze. Podczas gdy w skali kraju w 2007 do egzaminów na aplikacje: adwokacką, radcowską i notarialną przystąpiło łącznie 9506 osób, wynik pozytywny osiągnęło 52,6%.
Uczelnia wygrała przetarg ogłoszony w 2004 roku przez Ministerstwo Sprawiedliwości na realizację ogólnopolskich szkoleń z zakresu prawa europejskiego dla sędziów i prokuratorów w 25 okręgach. W ramach zakończonego już projektu EWSPA przeszkoliła łącznie ok. 3 tysięcy sędziów i prokuratorów.
Europejska Wyższa Szkoła Prawa i Administracji w latach 2000–2011 była armatorem żaglowca STS Fryderyk Chopin (w czerwcu 2011 roku Uczelnia sprzedała żaglowiec firmie 3Oceans, powiązanej z Piotrem Kulczyckim). Na jego pokładzie organizowane są seminaria, wykłady oraz kursy językowe oraz Akademia pod Żaglami – szkolenia i warsztaty praktyczne w zakresie żeglugi morskiej.
Europejska Wyższa Szkoła Prawa i Administracji w latach 2004–2013 była współorganizatorem Europejskiej Olimpiady Społeczno-Prawnej skierowanej do uczniów szkół ponadgimnazjalnych z całej Polski. Olimpiada posiadała status tzw. olimpiady ministerialnej. Jej laureaci i finaliści dostawali indeksy na studia czołowych polskich Uniwersytetów.
Główna siedziba Uczelni początkowo mieściła się przy ulicy Grodzieńskiej 21/29 na warszawskiej Pradze, a obecnie znajduje się przy ul. Okopowej 59 na Powązkach.
24 kwietnia 2024 r. funkcjonariusze Centralnego Biura Antykorupcyjnego zatrzymali rektora uczelni Waldemara Gontarskiego na polecenie rzeszowskiego oddziału prokuratury krajowej w śledztwie dotyczącym korupcji.

## Władze uczelni[5]
- Rektor honorowy – prof. dr hab. Jerzy Wiatr
- Rektor – prof. dr hab. Roman Wieruszewski
- Dziekan – mgr Jakub Spurek
- Kanclerz – mgr Katarzyna Zając

## Oferta edukacyjna
Głównym założeniem programowym Uczelni jest przygotowanie absolwentów do pracy w instytucjach Unii Europejskiej (w toku studiów realizowany jest program prawa międzynarodowego z naciskiem na prawo unijne) oraz połączenie wiedzy teoretycznej z praktyką już na pierwszym roku studiów.
Uczelnia prowadzi studia na trzech kierunkach:
- Prawo
- Administracja
- Stosunki międzynarodowe
- International relations

Studia podyplomowe:
- Prawo Europejskie
- Restrukturyzacja, sanacja, upadłość w europejskiej firmie
- Doradca Podatkowy
- Zamówienia Publiczne
- Służba Zagraniczna
- Zarządca Nieruchomościami

Kursy na aplikację:
- sądową
- prokuratorską
- adwokacką
- radcowską
- notarialną

## Zajęcia tutorskie i modułowe
Zajęcia realizowane są w małych liczebnie grupach, pod opieką praktyków prawa m.in. sędziów, prokuratorów, radców prawnych.
Zajęcia tutorskie (od I roku studiów)
- stwarzają możliwość zweryfikowania wiedzy teoretycznej z poznawanej w toku wykładów i ćwiczeń z praktyką,
- studenci biorą udział w prawdziwych procesach sądowych: karnych, cywilnych, gospodarczych oraz symulacje rozpraw w sali wykładowej.
- przygotowanie studentów do pisania pism procesowych

Zajęcia modułowe (od IV roku studiów)

Stanowią formę ukierunkowania studentów IV i V roku pod kątem wyboru odpowiedniej aplikacji.

Realizowane są w następujących kategoriach:
- Prawo cywilne
  - profil adwokacko – radcowski
  - profil sędziowski
- Prawo karne
  - profil uniwersalny
  - profil sędziowsko – prokuratorski
- Prawo gospodarcze
  - profil bankowy
- Prawo Europejskie
- Dyplomacja

## Praktyki
System przygotowania praktycznego
Przygotowanie studentów Europejskiej Wyższej Szkoły Prawa i Administracji do pracy w zawodzie odbywa się na zasadzie pięciostopniowego systemu na który składają się:
- zajęcia tutorskie (od I roku studiów)
- zajęcia modułowe (od IV roku studiów)
- udzielanie porad prawnych w ramach Kliniki Prawa EWSPA – studenckiej poradni prawnej
- praktyki w instytucjach krajowych oraz unijnych
- praktyki w Przedstawicielstwie EWSPA w Brukseli

Praktyki w Brukseli
Studentom odznaczającym się bardzo dobrą znajomością języka angielskiego lub francuskiego Uczelnia zapewnia możliwość odbycia dwutygodniowej praktyki w siedzibie Przedstawicielstwa EWSPA w Brukseli. Uczelnia zapewnia praktykantom zakwaterowanie.
Praktyki w kraju
Każdy student Europejskiej Wyższej Szkoły Prawa i Administracji zobowiązany jest ponadto do odbycia miesięcznej praktyki w jednej z instytucji związanej z ich kierunkiem studiów. Praktykę taką można odbyć w:
- sądach rejonowych i okręgowych (wydziały cywilne, karne i gospodarcze);
- prokuraturach rejonowych i okręgowych
- wybranych kancelariach adwokackich, radcowskich;
- organach administracji publicznej: urzędach gmin, dzielnic;
- Naczelnym Sądzie Administracyjnym;
- Ministerstwie Sprawiedliwości;
- Ministerstwie Spraw Wewnętrznych i Administracji;
- Ministerstwie Spraw Zagranicznych;
- biurze Rzecznika Praw Obywatelskich;
- Zrzeszeniu Prawników Polskich.

## Biblioteka
Biblioteka EWSPA posiada wszystkie obowiązkowe pozycjami akademickie. Posiada także stanowiska komputerowe z możliwością korzystania z przepisów prawnych, orzecznictwa, komentarzy oraz innych artykułów z dziedziny prawa.
Od 2005 roku studenci EWSPA uprawnieni są również do korzystania ze zbiorów bibliotecznych Instytutu Nauk Prawnych PAN.

## Europejska Olimpiada Społeczno-Prawna
Europejska Wyższa Szkoła Prawa i Administracji wspólnie z Instytutem Nauk Prawnych Akademii Nauk Prawnych oraz Oddziałem Warszawskim Zrzeszenia Prawników Polskich w latach 2004–2013 była organizatorem europejskiej olimpiady społeczno-prawnej – olimpiady przedmiotowej skierowanej dla uczniów szkół ponadgimnazjalnych z całej Polski. Olimpiada posiadała status tzw. olimpiady ministerialnej. Tytuł laureata lub finalisty Olimpiady gwarantował indeks najlepszych polskich Uniwersytetów (m.in. Uniwersytetu Warszawskiego, Uniwersytetu Jagiellońskiego w Krakowie czy Uniwersytetu Mikołaja Kopernika w Toruniu). Jest jedyną polską olimpiadą, której finałowy trzeci etap odbywał się w stolicy Belgii oraz Unii Europejskiej – Brukseli. Głównymi nagrodami są indeksy na Wydział Prawa EWSPA. Zakres programowy Olimpiady dotyczy takich zagadnień jak: polskie i europejskiej prawo, wiedza o Unii Europejskiej, wiedza o społeczeństwie.

## Klinika Prawa przy EWSPA
Studenci IV i V roku prawa w EWSPA udzielają bezpłatnych porad prawnych w Klinice Prawa przy EWSPA. Odbywają się one pod merytoryczną opieką tutorów, czyli praktykujących prawników, którzy współpracują z Uczelnią. Porady prawne adresowane są do ludności najbiedniejszej, która nie może pozwolić sobie na odpłatną konsultację prawniczą.
W roku akademickim 2008/2009 Klinika udzieliła ponad 200 porad prawnych, co plasuje ją w gronie liderów wśród studenckich poradni prawnych Wydziałów Prawa w Polsce

## Współpraca międzynarodowa
EWSPA jest uczestnikiem międzynarodowego programu Socrates-Erasmus, w ramach którego współpracuje z uczelniami w całej Europie w zakresie wymiany studenckiej i kadrowej. Są to m.in.:
- Uniwersytet w Saragossie – Hiszpania,
- Uniwersytet w Walencji – Hiszpania,
- Uniwersytet w Katanii – Włochy,
- Uniwersytet w Mediolanie – Włochy,
- Ukraiński Uniwersytet Prawa Narodowej Akademii Nauk Ukrainy – Ukraina.

## Działalność wydawnicza Uczelni
Uczelnia posiada własne wydawnictwo. Rocznie wydawane jest kilkanaście publikacji poświęconych tematyce prawnej oraz z zakresu stosunków międzynarodowych.
Uczelnia jest wydawcą czasopism Gazeta Sądowa oraz Europejski Przegląd Prawa i Stosunków Międzynarodowych.

## Wykłady publiczne, konferencje
EWSPA jest organizatorem licznych wykładów publicznych oraz konferencji naukowych. W ramach wykładów publicznych uczelnia gościła przedstawicieli nauki, polityków oraz działaczy gospodarczych, w tym również urzędników instytucji UE.
Uczelnia wygrała przetarg ogłoszony w 2004 roku przez Ministerstwo Sprawiedliwości na realizację ogólnopolskich szkoleń z zakresu prawa europejskiego dla sędziów i prokuratorów w 25 okręgach. W ramach zakończonego już projektu EWSPA przeszkoliła łącznie ok. 3 tysięcy sędziów i prokuratorów.

## Żeglarstwo

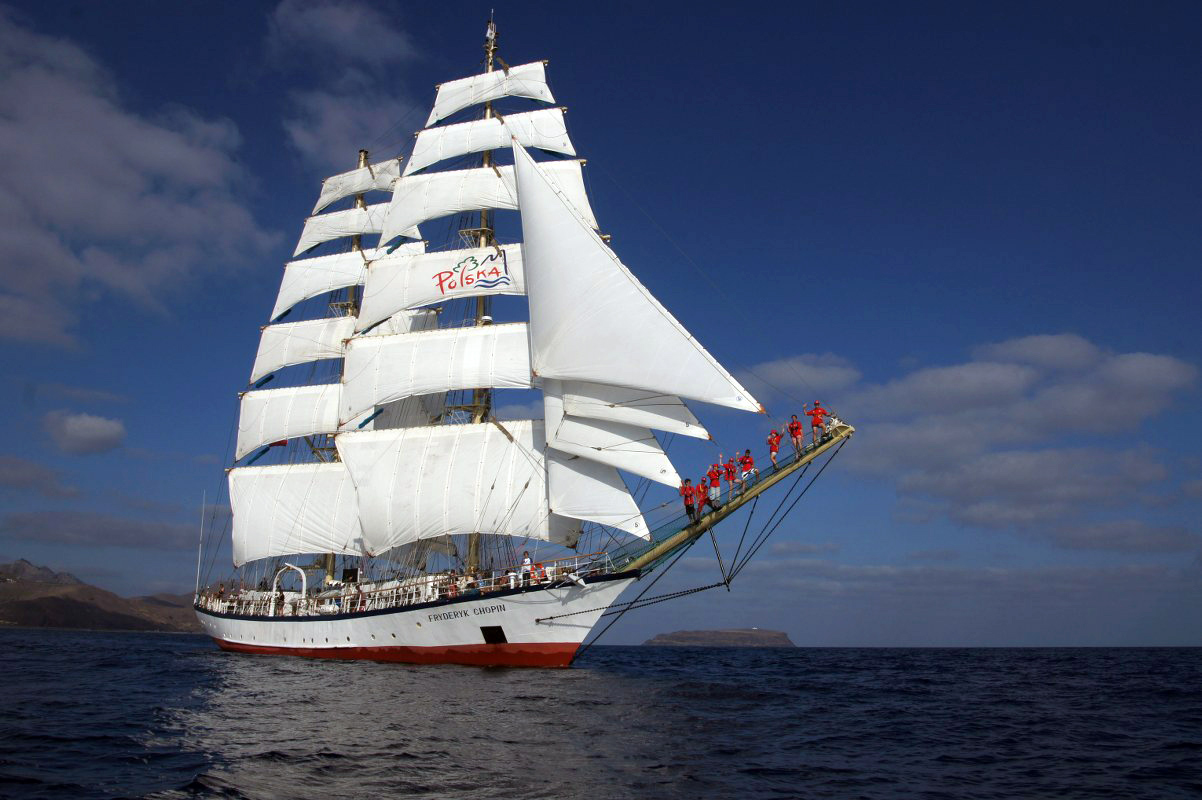
Żaglowiec STS Fryderyk Chopin,
którego armatorem była
Europejska Wyższa Szkoła
Prawa i Administracji

Europejska Wyższa Szkoła Prawa i Administracji, po wykupieniu go od Kredyt Banku była armatorem żaglowca STS Fryderyk Chopin w latach 2000–2011. W tym okresie statek był czarterowany na indywidualne rejsy oraz odbywały się na nim regularnie rejsy Szkoły pod Żaglami Krzysztofa Baranowskiego oraz Chrześcijańskiej Szkoły pod Żaglami. W czerwcu 2011 roku Uczelnia sprzedała żaglowiec firmie 3Oceans, powiązanej z Piotrem Kulczyckim.